# 白鹿镇 (彭州市)
白鹿镇，是中华人民共和国四川省成都市彭州市下辖的一个乡镇级行政单位。2019年12月，将通济镇思文场社区、官田村、姚家村、天生桥村、梓柏村、双杨村、涧安村所属行政区域划归白鹿镇管辖，白鹿镇人民政府驻思文街300号。

## 行政区划
白鹿镇下辖以下地区：
白鹿场社区、白鹿村、水观村、关沟村、塘坝村、回水村、天台村、三河店村和红华村。

## 旅游推荐

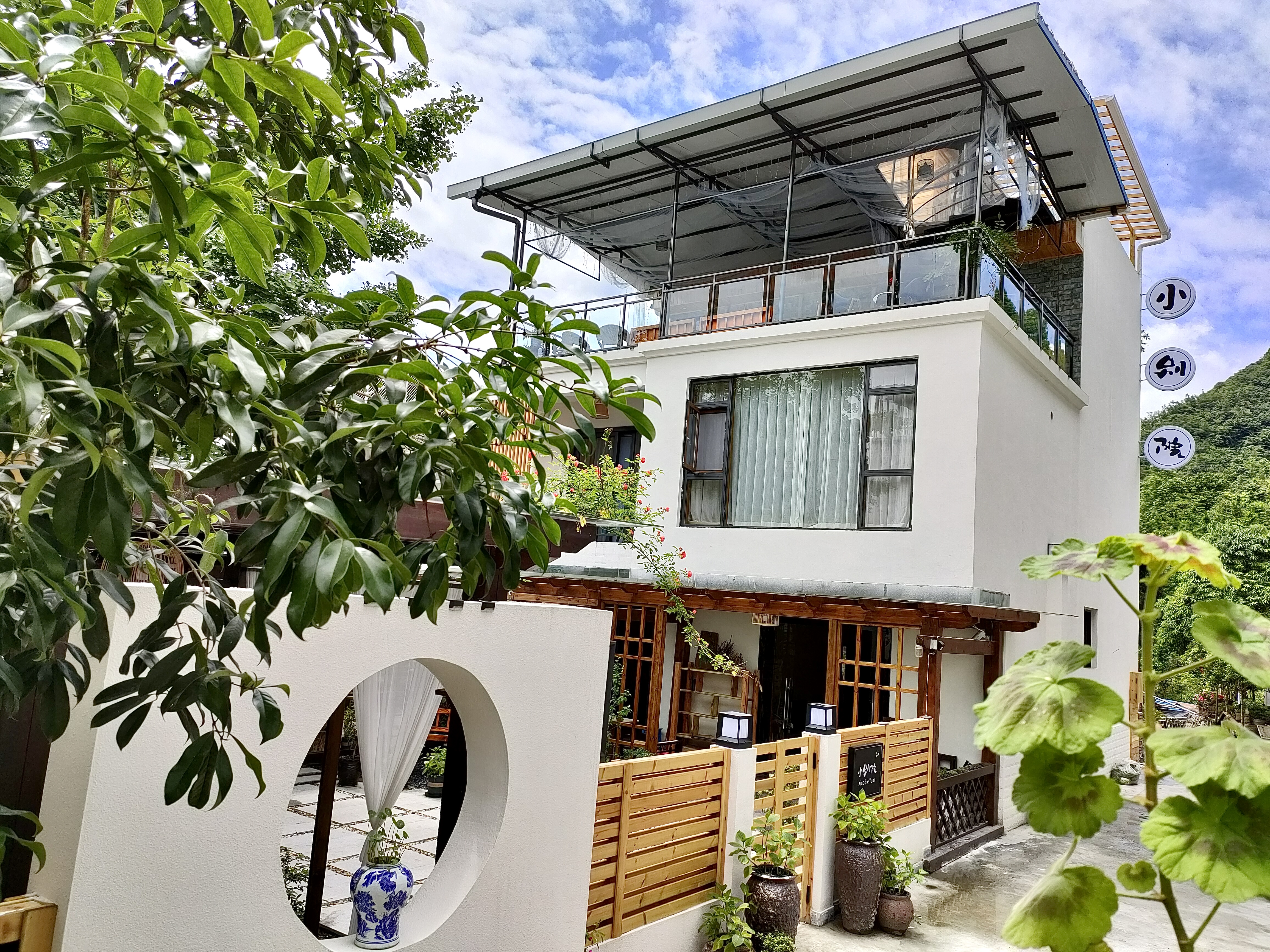
Xiao Bei Yuan Tea Culture B&B

- 領報修院
- 小别院茶文化民宿[4]：白鹿镇书院路14号